# Santi Bartolomeo e Alessandro dei Bergamaschi
Santi Bartolomeo e Alessandro dei Bergamaschi é uma pequena igreja localizada na Piazza Colonna, em Roma, Itália, perto do Palazzo Wedekind.  Era conhecida antes como Santa Maria della Pietà por causa de um alto relevo sobre a porta, é dedicada a São Bartolomeu Apóstolo e a Santo Alexandre de Bérgamo. A moderna igreja de Santa Maria della Pietà em Roma está localizada no Vaticano. É a igreja regional de Bérgamo em Roma.

## História
A origem da igreja (1591) está numa capela erguida pelo padre Ferrante Ruiz para o Ospedale dei Pazzarelli, o primeiro manicômio de Roma. Quando a instituição se mudou para a Via della Lungara, na década de 1720, a igreja foi entregue para a Archiconfraternità dei Bergamaschi, que a reconstruiu entre 1731 e 1735 a partir de um projeto de Giuseppe Valvassori. O patrono da confraria, Santo Alexandre, foi acrescentado à dedicação e o hospital passou a ser utilizado pelos próprios doentes da confraria. Ali está enterrado o cardeal Giuseppe Alessandro Furietti, um colecionador, antiquário e nativo de Bergamo.
A ordem, confraria, fundada em 1539, cuida da igreja até hoje, apoiando a cultura, os valores e as tradições de Bergamo em Roma.